# Песах

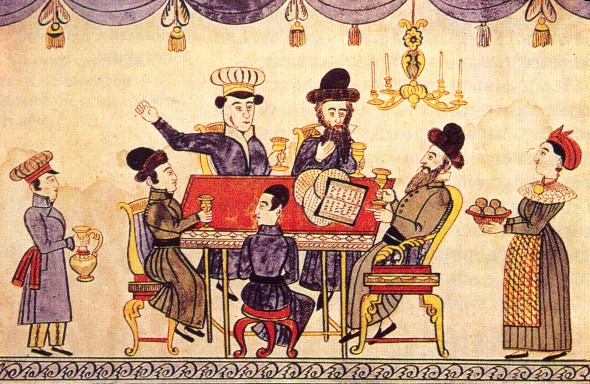
Святкування Песаха. Лубок XIX століття, Україна

Пе́сах (івр. פֶּסַח), Пейсах (їд. פסח) — центральне юдейське свято на згадку про Вихід з Єгипту. (див. Книга Вихід). Починається в 14 день місяця Нісан (за єврейським календарем) та святкується протягом 7 днів у Ізраїлі та 8 днів за його межами. Шанується також караїмами, самаритянами і частково месіанськими юдеями.

## Назва свята
У свята «Песах» кілька назв:
- Песах — від пасах (івр. פֶּסַח, досл. «минув, пройшов повз») — в пам'ять про те, що Всевишній минув єврейські будинки, знищуючи первістків Єгипту.
- Хаґ га-мацот — свято Опрісноків — в пам'ять про те, що євреї харчувалися мацою в роки рабства, а також про те, що під час виходу з Єгипту тісто не встигло заквасити.

- Хаґ га-авів — свято весни, коли відзначається свято. Місяць нісан також називається місяць авів.

- Хаґ га-херут — свято свободи — на згадку про Вихід з Єгипту.

## У Біблії
Свято присвячене звільненню єврейського народу від рабства. 400 років євреї були в рабстві у єгиптян:
(Вих 12: 17–21) Дотримуйтесь свята опрісників, бо саме того дня Я вивів вас з єгипетського краю, і будете додержувати того дня в поколіннях ваших, як постанову вічну. З чотирнадцятого дня першого місяця, з вечора їжте прісний хліб до вечора двадцять першого дня того ж місяця; Сім днів квасного не буде в ваших домах, бо хто їстиме квасне, душа та знищена буде з товариства Ізраїлевих — прийшлий то, або природний житель краю. Нічого квасного не будете ви споживати; у всякому місцеперебування вашому їжте прісний хліб. І покликав Моісей усіх старших Ізраїлевих та промовив до них: А тепер візьміть собі дрібну худобину за родинами вашими, і заколіть пасху

## Традиції
Традиційно святкують Песах протягом тижня (дату визначають за єврейським місячним календарем). Юдеї відпочивають у перший і останній день великоднього періоду, в інші дні дозволено працювати. Відзначати Песах треба у радісній атмосфері, велика увага приділяється святковій трапезі — седеру. В останній день святкування у синагогах влаштовується церемонія «поділу морських вод» в пам'ять про перехід євреями Тросникового моря.
У другий день після Песаху північноафриканські євреї святкують свято Мімуна.

## Дата та тривалість
Песах починається 15-го дня місяця Нісан, який у наш час припадає на період між 26 березня та 25 квітня за Григоріанським календарем. 15-й день починається ввечері, після 14-го дня, і седерова трапеза споживається того вечора. Песах – це весняне свято, тому 15-й день Нісана зазвичай починається вночі після повного місяця після північного весняного рівнодення. Однак через високосні місяці, що випадають після весняного рівнодення, Песах іноді починається на другий повний місяць після весняного рівнодення, як у 2016 році.
Щоб забезпечити, що Песах не починався до приходу весни, традиція у стародавньому Ізраїлі передбачала, що місячний новий рік, перший день Нісана, не починався б, доки ячмінь не дозріє, що було тестом на початок весни. Якщо ячмінь не був дозрілим, або різні інші явища вказували, що весна ще не була неминучою, додавався інтеркалярний місяць (Адар II). Однак, принаймні з IV століття, інтеркаляція була фіксована математично відповідно до Метонічного циклу.
В Ізраїлі Песах — це семиденне свято Свята Прісних Хлібів, перший і останній дні якого відзначаються як державні свята і як святі дні, що включають святкові трапези, особливі молитовні служби та утримання від роботи; проміжні дні відомі як Холь га-Моед («Будні [дні] Свята»). Євреї за межами Ізраїлю святкують фестиваль вісім днів. Євреї реформістського та реконструктивістського напрямків зазвичай святкують свято протягом семи днів.
Караїми використовують інший календар; вони покладаються на візуальну ідентифікацію дозрілого ячменю, і дата Песаху не може бути визначена заздалегідь. Деякі сучасні караїми дотримуються рабинського календаря в сучасному Ізраїлі через соціальний тиск.
Самаритяни використовують календарну систему, яка використовує інший метод, ніж той, що використовується в рабиністичній практиці; іноді це та сама дата за сонячним календарем, іноді на два дні пізніше, а іноді на цілий місяць пізніше. У 2024 році рабиністичний Песах починається на заході сонця 22 квітня. За календарем, який використовують самаритяни, 22 квітня 2024 року також є днем пасхальної жертви. Караїмський та самаритянський Песахи тривають по одному дню, за яким слідує шестиденне Свято Прісних Хлібів, загалом сім днів.

## Пасхальна жертва
Головною сутністю Песаху згідно з юдаїзмом є жертовний агнець Під час існування Скинії та пізніше Храму в Єрусалимі, центром фестивалю Песаху була Пасхальна жертва, також відома як Пасхальний агнець, якого їли під час Песахального седеру 15-го Нісана. Кожна родина, достатньо велика, щоб повністю спожити молоде ягня чи дику козу, повинна була принести одну тварину в жертву в Єврейському Храмі в другій половині дня 14-го дня Нісана, і з'їсти її тієї ж ночі, яка була 15-м Нісана. Якщо сім'я була занадто малою, щоб з'їсти всю жертву за один раз, жертву приносили для групи сімей. Жертву не можна було приносити з чимось квасним, і її треба було запікати, не відділяючи голови, ніг чи внутрішніх органів і їсти разом з прісним хлібом та гіркими травами (марор). Потрібно було обережно не зламати жодної кістки жертви, і жодної частини м'яса не можна було залишати до ранку. Через статус Пасхальної жертви як священного приношення, єдиними людьми, яким дозволялося її їсти, були ті, хто мав обов'язок принести цю жертву. Серед тих, хто не міг принести або їсти Пасхального агнця, були відступник, слуга, необрізаний чоловік, людина в стані ритуальної нечистоти, за винятком випадків, коли більшість євреїв перебуває в такому стані, і неєврей. Жертва мала бути принесена перед кворумом з 30 осіб. У Храмі левіти співали Галель, а священники виконували жертовне служіння. Чоловіки і жінки мали однакові зобов'язання щодо приношення (Песахім 91b). Сьогодні, за відсутності Храму, коли жертви не приносяться і не споживаються, міцва жертвоприношення вшановується у Седер Корбан Песах, наборі біблійних та рабиністичних уривків, що стосуються Пасхальної жертви, який зазвичай читають після служби Мінха (післяобідньої молитви) 14-го Нісана, і у формі зероа, символічної їжі, яку кладуть на Тарілку для Песаху (але не їдять), зазвичай це смажена гомілкова кістка (або куряче крило чи шия). Споживання афікоману замінює споживання жертви в кінці трапези Седеру (Мішна Песахім 119a). Багато сефардських євреїв мають звичай їсти м'ясо ягняти або кози під час Седеру в пам'ять про жертву.